# Walter Oliver
Walter Reginald Brook Oliver (Launceston, 7 de setembro de 1883 – 16 de maio de 1957) foi um  naturalista, ornitólogo, e curador de museu neozelandês.  
Emigrou com a família para Tauranga em 1896, tendo desde cedo desenvolvido interesse pela natureza. Ele guardou registo das observações que fazia durante toda a vida. Em 1908 fez uma expedição às Ilhas Kermadec com outros naturalistas, tendo-se tornado membro da Royal Australasian Ornithologists Union em 1910, 
 
a qual viria a presidir entre 1943 e 1944, após ter sido vice-presidente entre 1942 e 1943.
Foi nomeado para director do Museu Te Papa em 1928 e, em 1930, publicou o guia New Zealand Birds, o qual foi actualizado em 1955. Afastou-se do cargo de director em 1947.  
Esteve activo em numerosas sociedades científicas e foi um contribuidor prolífico para a ciência, descrevendo várias espécies novas, entre elas o pinguim-das-snares.